# 보디오 TI역
보디오 TI역(이탈리아어: Stazione di Bodio TI)은 스위스 티치노주와 보디오 지자체에 있는 기차역이다. 역은 스위스 연방 철도 고트하르트 철도에 있으며 고트하르트 터널까지 가는 남쪽 경사로에 있다. 고트하르트 베이스 터널의 남쪽 포털은 역의 남동쪽에 있다.

## 운행편
2021년 12월 시간표 변경에 따라 보디오 TI에서 다음 서비스가 정차한다.
- 인터레기오 : 로카르노와 아트-골다우 간 매시간 운행 기차는 바젤 SBB 또는 취리히 중앙역까지 계속 운행한다.
- S10 / S50 : 아이롤로, 키아소, 코모 산조반니 또는 말펜사 공항터미널1까지 운행

역은 또한 다른 지역 서비스와 함께 철도 노선과 평행하는 벨린초나와 아이롤로 사이의 시간별 서비스를 포함하여 아우토포스탈레(Autopostale)에서 운영하는 버스 서비스를 제공한다.